# Bartramia elongata
Bartramia elongata là một loài rêu trong họ Bartramiaceae. Loài này được Hook. f. & Wilson Mitt. mô tả khoa học đầu tiên năm 1867.